# Maszynoznawstwo
Maszynoznawstwo – jedna z podstawowych dziedzin wiedzy inżynierii mechanicznej energetycznej i elektrycznej. Maszynoznawstwo obejmuje wiadomości o projektowaniu i eksploatacji:
- silników
- maszyn cieplnych
- maszyn elektrycznych
- przenośników cieczy, np. pomp
- sprężarek
- urządzeń dźwigowych
- maszyn roboczych
- maszyn rolniczych
- środków transportu.

Ze względu na tradycyjny podział dziedzin inżynierii maszynoznawstwo można podzielić na:
- maszynoznawstwo mechaniczne
- maszynoznawstwo energetyczne
- maszynoznawstwo elektryczne.